# Ochthebius colveranus
Ochthebius colveranus är en skalbaggsart som först beskrevs av Ferro 1979.  Ochthebius colveranus ingår i släktet Ochthebius och familjen vattenbrynsbaggar. Inga underarter finns listade i Catalogue of Life.